# 香林寺 (熊谷市)
香林寺（こうりんじ）は、埼玉県熊谷市にある曹洞宗の寺院。

## 歴史
鎌倉時代初期、別府清重の開基である。清重は一ノ谷の戦いで活躍した御家人である。清重は父の義重の追善供養のために寺を創建した。
近くには、別府氏が居城とした別府城がある。現在、別府城址は東別府神社（旧称：春日神社）の境内となっている。

## 文化財
- 権田愛三墓（熊谷市指定史跡 昭和49年11月3日指定）[2]
- 無患子（熊谷市指定天然記念物 昭和49年11月3日指定）[3]

## 交通アクセス
- 路線バス玉井四丁目停留所より徒歩12分。